# Stróżna
Stróżna – wieś w Polsce, położona w województwie małopolskim, w powiecie gorlickim, w gminie Bobowa, na granicy Pogórza Ciężkowickiego i Beskidu Niskiego. Jest to miejscowość o bogatej historii, sięgającej wczesnego średniowiecza, oraz ważne miejsce na mapie dziedzictwa kulturowego regionu sądeckiego.

## Historia
Pierwsze wzmianki o Stróżnej pochodzą z 16 grudnia 1378 roku, kiedy to w Sądzie Prowincjonalnym w Nowym Sączu odnotowano ugodę między braćmi Mikołajem i Klemensem z Jasiennej dotyczącą zastawu trzech łanów ziemi w Stróżnej. Nazwa wsi wywodzi się od terminu „stróża” (łac. custodia), co wskazuje na jej pierwotną funkcję jako osady strażniczej. W średniowieczu Stróżna była częścią systemu obronnego, strzegącego granic i szlaków handlowych.
Wieś została lokowana na prawie niemieckim, co pozwoliło na rozwój gospodarstwa rolnego i intensywniejsze wykorzystanie ziemi. Pierwszym znanym właścicielem Stróżnej był Mroczek z Sędziszowej, którego ród odgrywał ważną rolę w historii regionu. W XV wieku wieś należała do rodziny Trzecieskich herbu Strzemię, która przez ponad 100 lat zarządzała tym terenem.
W czasach nowożytnych Stróżna wielokrotnie zmieniała właścicieli. W XVI wieku przeszła w ręce rodziny Jordanów, a następnie Tarnowskich i Laskowskich. Podczas zaborów została włączona do cyrkułu pilźnieńskiego, a po reformach administracyjnych z XIX wieku znalazła się w powiecie gorlickim. W XX wieku Stróżna odegrała ważną rolę w lokalnym ruchu oporu podczas II wojny światowej.
W latach 1975–1998 wieś administracyjnie należała do województwa nowosądeckiego.

## Geografia
Stróżna położona jest na terenie pagórkowatym, w dorzeczu rzeki Białej. Przez miejscowość przepływa potok Stróżnianka, który w przeszłości odgrywał ważną rolę w gospodarce wsi. Otoczona jest lasami świerkowymi i bukowymi, które stanowiły naturalne zasoby dla lokalnej ludności.
Wieś znajduje się na wysokości około 300–400 m n.p.m. i charakteryzuje się umiarkowanym klimatem z wyraźną sezonowością. Bliskość Bobowej oraz Nowego Sącza czyni Stróżnę dobrze skomunikowaną z resztą regionu.
| SIMC    | Nazwa      | Rodzaj    |
| ------- | ---------- | --------- |
| 0418171 | Kącina     | część wsi |
| 0418188 | Koci Zamek | część wsi |
| 0418194 | Koczanka   | część wsi |
| 0418202 | Moroń      | część wsi |
| 0418219 | Nowa Wieś  | część wsi |
| 0418225 | Osicze     | część wsi |
| 0418231 | Podlesie   | część wsi |
| 0418248 | Półanki    | część wsi |
| 0418254 | Resztówka  | część wsi |
| 0418260 | Zadziele   | część wsi |

## Dziedzictwo kulturowe
Stróżna zachowała ślady swojej bogatej przeszłości w postaci architektury i tradycji ludowej. Ważne miejsce w historii wsi zajmuje folwark Widomia, który przez wieki był centrum życia gospodarczego. Numeracja domów w wiosce rozpoczynała się od dworu, który istniał tu już w XVI wieku.
Stróżna była też miejscem aktywności rzemieślniczej. W XVI wieku wieś słynęła z wyrobu sukna, które eksportowano do miast na terenie obecnej Słowacji. Sukno ciężkowickie oraz bobowskie zyskało uznanie na rynkach zagranicznych.
W Stróżnej znajdują się także kapliczki i krzyże przydrożne, będące wyrazem religijności lokalnej społeczności. Kapliczka św. Jana Nepomucena z XVIII wieku jest jednym z najstarszych obiektów sakralnych w okolicy.
W Stróżnej zlokalizowana jest rzymskokatolicka parafia św. Maksymiliana Marii Kolbego wraz z kościołem pod tym samym wezwaniem.

## Społeczność i gospodarka
Przez wieki Stróżna była głównie wsią rolniczą. Chłopi, w ramach gospodarki folwarczno-pańszczyźnianej, zajmowali się uprawą zboża, lnu i konopi. Ważnym elementem gospodarki były także hodowla zwierząt oraz handel, zwłaszcza z miastami słowackimi.
W czasach nowożytnych zmiany w strukturze własności ziemi wpływały na charakter miejscowości. Po reformach uwłaszczeniowych z XIX wieku wieś zyskała bardziej zindywidualizowany charakter. Współcześnie Stróżna zachowała rolniczy profil, choć coraz więcej mieszkańców podejmuje pracę w okolicznych miastach.
Wieś jest też przykładem udanej integracji tradycji z nowoczesnością. Organizowane są tu dożynki i festyny, które przyciągają turystów i podkreślają lokalną tożsamość.